# Bununs
O Povo Bunun (Chinês: 布農; pinyin: Bùnóng), também conhecido historicamente como os Vonum, é um povo nativo de Taiwan e é conhecido principalmente por sua música vocal polifônica. São falantes da Língua Bunun . Diferente de outros povos aborígenes de Taiwan, os Bunun estão vastamente dispersos pelas cordilheiras centrais da ilha. No ano de 2000, a população Bunun era de 41.038, aproximadamente 8% da população nativa de Taiwan, tornando-os o quarto maior grupo indígena. Eles possuem cinco comunidades distintas: os Takbunuaz, osTakituduh, os Takibaka, os Takivatan, e os Isbukun.

## Haplogrupo do Cromossomo Y
De acordo com um estudo publicado em 2014, o ADN-Y de indivíduos do povo Bunun pertence majoritariamente ao haplogrupo O1a2-M50 (34/56 = 60.7%) ou ao haplogrupoO2a1a-M88 (21/56 = 37.5%), com apenas um representante do haplogrupo P*-M45(xQ-M242, R-M207) (1/56 = 1.8%). O haplogrupo O-M88 é raro entre outros povos aborígenes de Taiwan e redondezas, sendo encontrado mais comumente entre as populações do sudoeste da China e áreas do nordeste do Sudeste Asiático, como os povos Tai  e os Vietnamitas.

## História

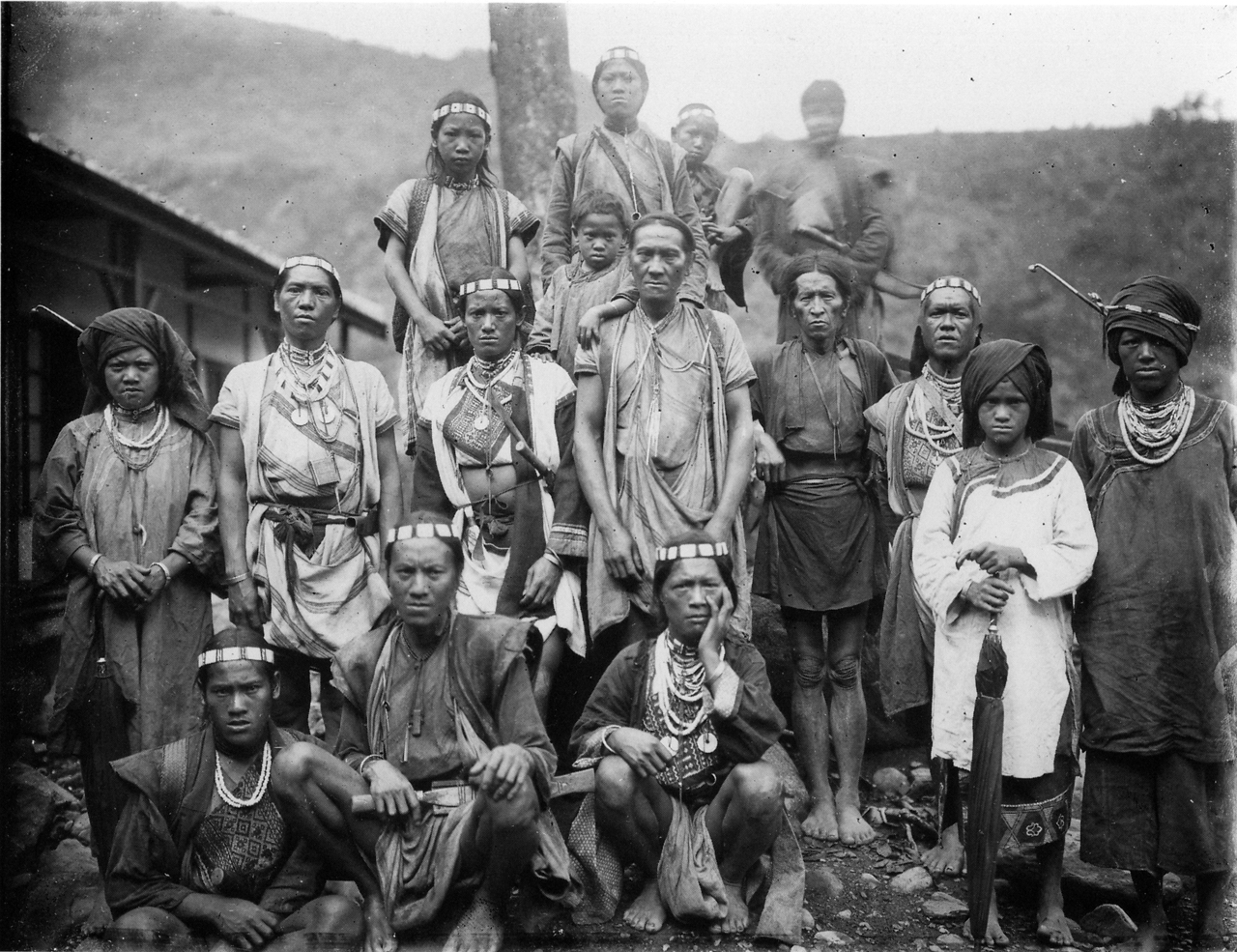
Pessoas Bunun em 1900. Fotografia de Torii Ryūzō

Até a chegada dos missionários cristãos no início do século XX, os Bunun eram conhecidos como guerreiros ferozes e caçadores de cabeças. Os Bunun eram um dos povos "dos altos das montanhas" (junto aos Atayal e os Taroko) que viviam tradicionalmente em unidades familiares pequenas na Cordilheira Central de Taiwan e eram hostis a forasteiros, fossem eles imigrantes chineses ou aborígenes das redondezas. Enquanto a maioria dos outros nativos eram um tanto sedentária e tendia a viver em áreas baixas, os Bunun, junto aos Atayal e aos Taroko estavam em constante movimento pela Cordilheira Central de Taiwan, buscando novos terrenos para a caça e praticando a agricultura de queimada. Sua alimentação básica constava de painço, inhame e animais caçados.

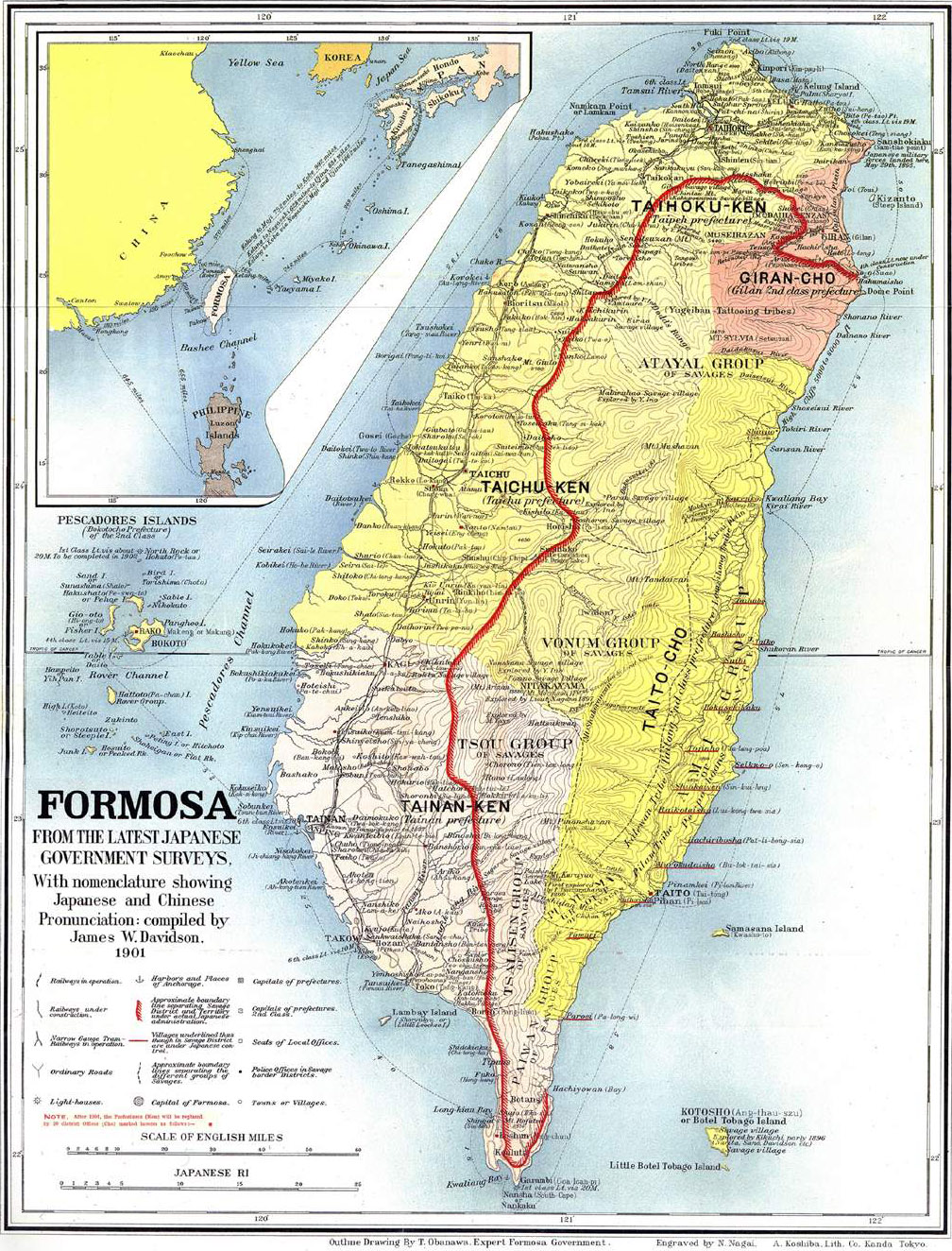
Taiwan em 1901, com os Bunun marcados como "Grupo Vonum"

Durante o Domínio Japonês (1895–1945), os Bunun estavam entre os últimos povos a ser "pacificados" pelo governo japonês no local. Após um período inicial de resistência feroz, eles foram forçados a descer das montanhas e se concentraram em aldeias espalhadas pela ilha. Como resultado, a unidade familiar se tornou menos importante e a vida centrou-se em unidades de aldeias individuais. O governo japonês limitou as práticas de caça (para controlar principalmente o uso de armas de fogo) e introduziu o cultivo irrigado de arroz. Os aborígenes Bunun, sob o comando do líder Raho Ari [ zh] (lāhè· āléi) entraram em uma guerrilha contra os japoneses que durou vinte anos. A revolta de Raho Ari engatilhou quando os japoneses implementaram uma política de controle de armas em 1914 contra os aborígenes, em que as suas rifles foram apreendidas em delegacias quando as expedições para caça terminaram. O Incidente Dafen [ zh] começou em Dafen quando um pelotão da polícia foi assassinado pelo clã de Raho Ari em 1915. Uma colônia de capacidade de 266 pessoas chamada Tamaho foi criada por Raho Ari e seus seguidores próximo a nascente do Rio Laonong e atraiu mais rebeldes Bunun para a sua causa. Raho Ari e seus seguidos apreenderam balas e armas e mataram japoneses em repetidos ataques às delegacias de polícia japonesas, se infiltrando pelas "linhas de guarda" japonesas (cercas elétricas e delegacias) como bem queriam. Muitos Bunun foram recrutados como policiais locais, e durante a Segunda Guerra Mundial, o exército japonês possuía regimentos Bunun.
Ao longo do século XX, diversas ondas de missionários de várias denominações se espalharam por Taiwan. Obtiveram sucesso particularmente com os habitantes aborígenes da ilha, e após a última onda missionária nos anos 40, que originou-se no Japão, a maior parte dos nativos foram convertidos para a Cristandade. Hoje, os Bunun pertencem majoritariamente à Igreja Católica ou à Igreja Presbiteriana local.
Após a chegada do Kuomintang (Partido Nacionalista Chinês) em outubro de 1945, dias difíceis começaram para a população aborígene. A política de "uma língua, uma cultura" do governo Nacionalista proibiu o uso de qualquer outra língua além do Mandarim padrão, tanto para uso oficial quanto diário, e culturas indígenas eram sistematicamente discriminadas e encorajadas a equipararem-se à cultura dominante. A cultura Bunun foi corroída pela pressão conjunta de sua nova fé e das políticas de sinificação do governo. A situação melhorou apenas recentemente, após duas décadas de reformas democráticas.

## Cultura

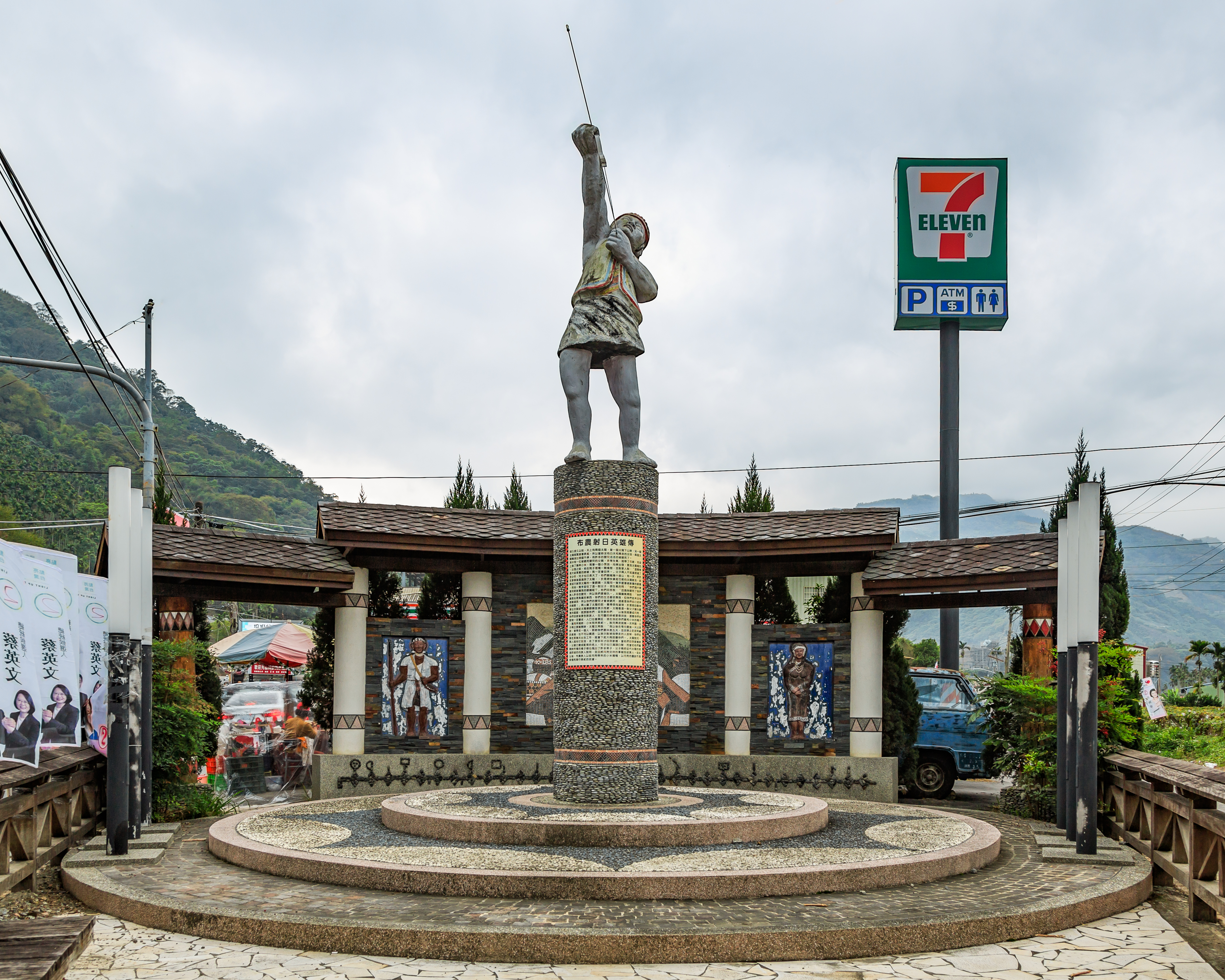
Monumento Bunun no município de Xinyi

Segundo a lenda Bunun, em tempos longínquos, dois sóis brilhavam sobre a Terra e a tornaram terrivelmente quente. Um pai e um filho passaram por inúmeras dificuldades e finalmente derrubaram, à flechadas, um dos sóis, que então se tornou a lua. Em sua fúria, a lua exigiu que o pai e o filho retornassem ao seu povo para dizer-lhes que, dali em diante, eles deveriam obedecer a três mandamentos ou enfrentarariam a sua aniquilação. O primeiro mandamento dizia que eles deveriam observar constantemente o crescer e o minguar da lua e conduzir todos os rituais de acordo com o seu ritmo. O segundo declarava que todos os Bunun deveriam conduzir rituais durante a vida, para honrar os espíritos do céu e da Terra. O terceiro os informava de comportamentos proibidos, e os forçava a se tornar um povo ordenado e pacífico.
Uma variação da história diz que há muito, muito tempo, uma mãe e um pai foram trabalhar no campo e levaram o seu filho recém-nascido com eles. Enquanto trabalhavam, colocaram a criança em uma cesta próximo ao campo, e por um dia inteiro ela ficou sob o calor insuportável dos dois sóis. Quando os pais voltaram ao final da tarde, encontraram o filho completamente seco e transformado em um lagarto preto. Tomado pelo luto, o pai apanhou o seu arco e derrubou um dos sóis à flechadas.
Essa história ilustra a importância do céu na religião animista dos Bunun. Os Bunun acreditavam que o mundo em que viviam era cheio de seres sobrenaturais (qanitu) que eram frequentemente associados a certos lugares (árvores, pedras, etc.). Um locus importante de poder sobrenatural era o céu (dihanin/diqanin). Todas as forças sobrenaturais parecem ter tido caráter bastante abstrato e portanto não é muito claro se o céu era um deus ou apenas um lugar onde espíritos de toda sorte viviam.
É certo, no entanto, que a lua era considerara um dos espíritos maiores, e quase todas as atividades da vida diária deveriam estar alinhadas ao calendário lunar. Isso podia ser bastante drástico, por exemplo, em um certo mês lunar as mulheres eram proibidades de se lavar. Os Bunun são o único povo aborígene de Taiwan que desenvolveu uma forma primitiva de escrita para registrar os ciclos lunares e a sua relação com eventos importante como a colheita ou o abate de porcos.

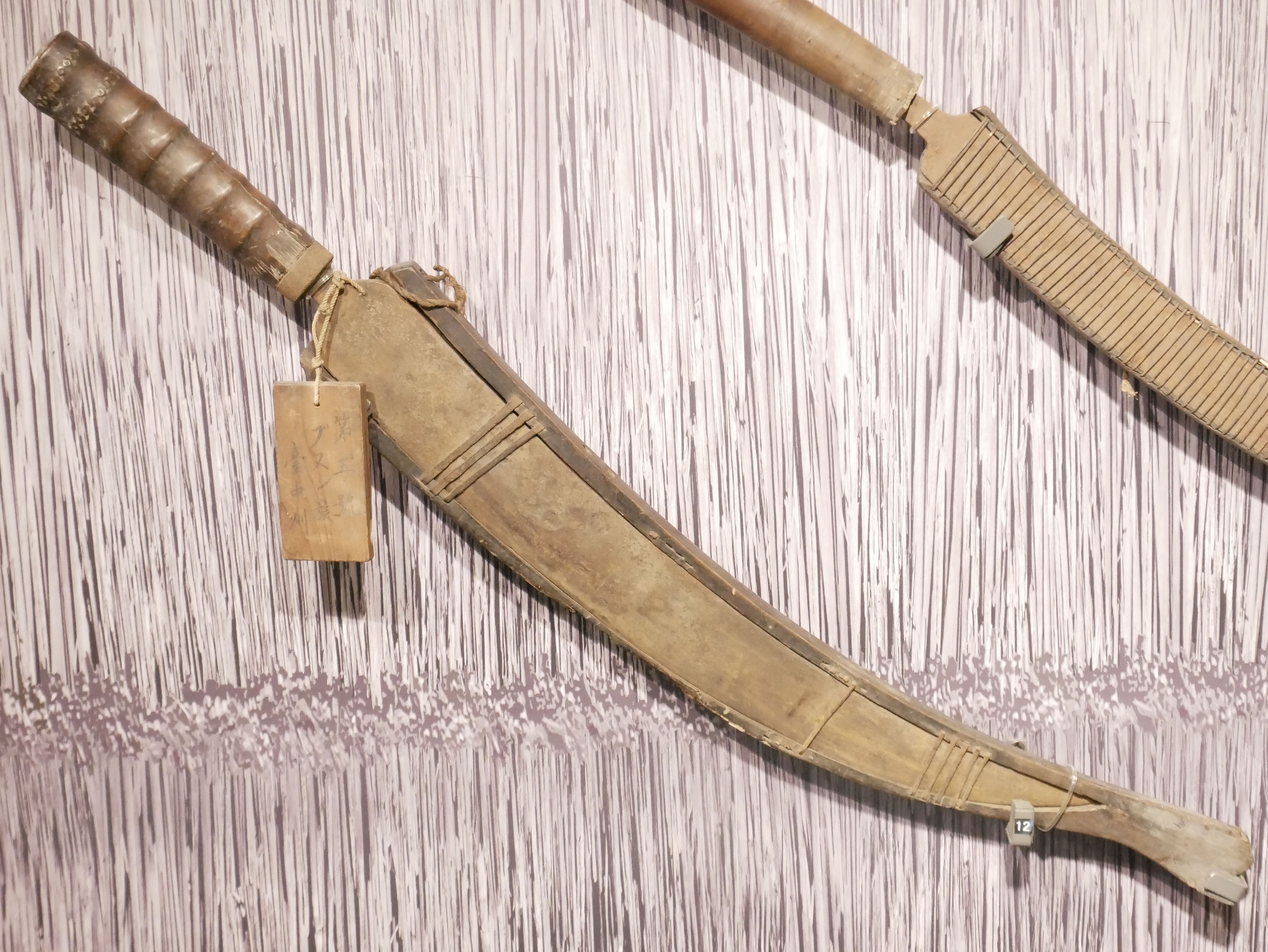
Facas Bunun

As prescrições relacionadas ao calendário lunar são parte de um sistema mais amplo de prescrições e tabus que governavam todos os aspectos da vida Bunun. Muitas tinham cárater ritualístico e todas eram parte de uma hierarquia com base na idade onde a obediência total aos mais velhos era exigida. Por exemplo, para determinar se um homem poderia caçar, ele deveria esperar que um dos mais velhos tivesse um sonho profético (matibahi). Se o sonho era bom, ele poderia ir à caça. Um sonho ruim indicava que um grande contratempo cairia sobre o caçador se este adestrasse as florestas, e os mais velhos o proibiriam de ir. A maioria dessas regras caiu em desuso com a chegada dos cristãos (que as definiam como superstições), mais os Bunun de hoje ainda preservam vários rituais sociais e ainda impõe às crianças uma obrigação rigorosa de comportarem-se de maneira obediente diante de qualquer pessoa mais velha.
A Pasibutbut é uma canção do Festival de Semeação dos Bunun, cantada polifonicamente em uma harmonia de quatro partes (8 vozes heterofônicas comuns, geralmente 5-12 vozes heterofônicas). O compositor taiwandês Jin Fong Yang (楊金峯) analisou a estrutura dessa canção. O musicologista japonês Takatomo Kurosawa (黑澤隆朝) gravou com musicistas Bunun em 1943.
A origem da história da tendência dos povos Bunun a habitarem áreas montanhosas foi descrita pela esposa do cônsul geral americano em Yokohama da seguinte maneira:
Citação: De acordo com uma lenda tribal, o Grupo Vonum de Formosa de selvagens das montanhas viviam nas planícies até o infortúnio de um dilúvio destruir cair sobre eles. Com a enchente veio uma serpente enorme, que nadou pelas águas turbulentas em direção ao povo aterrorizado. Eles devem a sua salvação da grande serpente ao aparecimento oportuno de um caranguejo monstruoso que, após uma batalha incrível, conseguiu matar o réptil.  - Alice Ballantine Kirjassoff, março de 1920.

## Festival do Tiro na Orelha
O festival do tiro na orelha é uma cerimônia de rito de passagem masculina na cultura Bunun. O festival ocorre geralmente entre março e abril, e as mulheres são tradicionalmente proibidas de participar. Antes do festival, todos os homens adultos faziam uma jornada até as montanhas para caçar. Após uma caça bem sucedida, os homens retornavam para casa e penduravam as carcaças em estruturas de madeiras para que os meninos atirassem nos animais mortos. Aqueles que conseguiam acertar a orelha de um cervo era considerado especialmente talentoso, devivo ao tamanho pequeno do alvo. Após esse ritual, os meninos que participaram eram considerados adultos e podiam então se juntar aos seus irmãos e pais nas caças.
Com as mudanças no estilo de vida na socidade Bunun, o festival do tiro na orelha se tornou apenas uma apresentação ritualizada; embora as habilidades da pontaria e da caça já não sejam mais tão relevantes, o evento ainda é considerado importante, pois ensina o respeito para com os mais velhos e a comunidade como um todo.

## Pessoas Bunun
- Chiang Chih-chung, atleta lançador de dardos
- Lin Tzu-wei, jogador de basebol no Boston Red Sox
- Sammi Kao, cantora pop
- Sharon Kao, atriz
- Eval Malinjinnan, artista quadrilíngue, pintor/designer interdiciplinário situado emSydney

## Atrações Turísticas
- Museu Cultural Bunun
- Fazenda de Lazer Bunun